# Oncostoma cinereigulare
Bico-curvo-nortenho ou bico-curvo-setentrional (Oncostoma cinereigulare) é uma espécie de ave da família Tyrannidae.
Pode ser encontrada nos seguintes países: Belize, Colômbia, Costa Rica, El Salvador, Guatemala, Honduras, México, Nicarágua e Panamá.
Os seus habitats naturais são: florestas secas tropicais ou subtropicais, florestas subtropicais ou tropicais húmidas de baixa altitude e florestas secundárias altamente degradadas.